# Фантастика Бенілюксу
Регіон Бенілюкс складають три держави: Нідерланди (Голландія), Бельгія та Люксембург. Нідерландська мова вживана в Нідерландах та у північній частині Бельгії — Фландрії. Франкомовні південна й східна частини Бельгії називаються Валлонією. У літературі Фландрія та Нідерланди є одним регіоном, те саме можна сказати й щодо Валлонії та Франції. Фламандські (з Фландрії) та валлонські (з Валлонії) автори в основному публікуються, відповідно, в Амстердамі та Парижі через престиж і невелику кількість видавців у Бельгії.
Нідерландська та фламандська НФ склалися у 1960-х роках, коли декілька видавців започаткували відповідні серії, був організований фандом, а деякі голландські та фламандські автори почали писати науково-фантастичні романи. Зрозуміло, що до того моменту існували поодинокі роботи, оригінальні або перекладені, але вони не змогли закласти основи справжньої науково-фантастичної літератури. Навіть у ті періоди, коли фантастика скрізь у західній літературі переживала розквіт (як в епоху романтизму, так і на зламі XIX—XX століть), кількість голландських та фламандських творів була дуже малою, і майже всі було забуто.
Бум популярності НФ, що почався в 1960-х роках, не тривав дуже довго. Так, у 1980-х роках ринок фантастики впав до показників початку 1960-х. У кінці 1970-х років, наприклад, видавці, друкували майже 100 книг на рік (переважно перекладних); на початку 1990-х років це число зменшилося до 25 книг. Більшість видавців припинили свої серії, присвячені НФ, і до 1992 року лише двоє видавництв — Меуленхоф і Луїтінг — були дійсно активними на ринку. Таким чином, можна сказати, що ситуація повторилася: фантастика (і власне наукова фантастика, і жахи) як жанр, що складається лише з окремих творів, розсіялася по всій літературі.

## Передісторія
В епоху раннього романтизму, коли вплив Просвітництва був все ще досить сильним, кілька письменників описували майбутнє Голландії, використовуючи головно форму уявних подорожей. Цей жанр утопічної літератури розвивався протягом дев'ятнадцятого століття. У 1890-х роках голландський видавець Ельзевір випустив знамените повне видання творів Жуля Верна в 65 томах, що мало велику популярність, проте навряд чи мало дійсний вплив на голландську літературу, окрім ринку підліткової літератури.

## XX століття
У першій половині XX століття на світ з'явилося небагато оригінальних творів, і лише один з них все ще передруковують, бо вважають його шедевром голландської літератури – Blokken (нід. Блоки) (1931) Ф. Бордвейка. Цей короткий роман оповідає про близьке майбутнє тогочасної Росії, яка одночасно матиме комуністичні та фашистські риси. Частково твір є чистим описом держави та її правління, а частково — розповіддю про невдале повстання, після якого немилосердно вбивають групу дисидентів, та врешті-решт виявляється, що потрясіння будуть продовжуватися, поки державу не буде знищено. Це попередження не стільки про жахи комунізму чи фашизму, скільки про будь-який тоталітарний уряд. Бордвейк також написав кілька коротких оповідань, більшість з яких можна знайти в його збірці Vertellingen van generzijds (нід. Казки з іншого боку) (1951). З творів, що не входять до цієї колекції, слід відзначити чудовий фантастичний нарис Einde der mensheid (нід. Кінець людства) (1959), що подібно Хорхе Луїсу Борхесу описує всесвіт, що складається з нескінченних шарів positiva, neutra  і negativa. Людство стає неважливим явищем в кожному з незліченних шарів, і наприкінці безслідно зникає.